# Oberzentraler Städteverbund
Ein Oberzentraler Städteverbund (OZSV) ist ein Instrument der Raumordnung im System der zentralen Orte.
Eingeführt wurde es 1994 von der sächsischen Landesplanung mit der Schaffung des Oberzentralen Städteverbundes Bautzen, Görlitz und Hoyerswerda durch eine normative Festlegung im Landesentwicklungsplan. Da in der flächenmäßig relativ großen Oberlausitz keine Stadt die klassischen Eigenschaften eines Oberzentrums aufweist, nehmen die drei größten Städte der Region die Aufgaben eines Oberzentrums im ostsächsischen Raum gemeinsam wahr. Das Instrument des Oberzentralen Städteverbundes wurde auch in ähnlicher Weise in anderen Bundesländern diskutiert, wo unter anderem auch sogenannte Doppelzentren existieren. Die Verwaltungs- und Koordinierungsstellen des Oberzentralen Städteverbundes haben ihren Sitz in Bautzen.
Mit dem Oberzentralen Städteverbund wird die lange Tradition von Städteverbünden (Sechsstädtebund) in der Oberlausitz fortgeführt.
Hauptaugenmerk des Oberzentralen Städteverbundes ist der Ausbau der Infrastruktur, die wirtschaftliche Stabilisierung der Region sowie das Regionalmarketing.
Siehe auch: Oberzentrum.